# Cristian Moreni
Cristian Moreni (Asola, 21 novembre 1972) è un ex ciclista su strada italiano.
Professionista dal 1998 al 2007, conta una vittoria di tappa al Giro d'Italia, una alla Vuelta a España e un titolo nazionale in linea.

## Carriera
Passato professionista nel 1998 con la Brescialat-Liquigas ma la sua carriera iniziò molti anni prima quand'era bambino, ha totalizzato 8 vittorie in carriera. Corse con i più grandi corridori dei giorni d'oggi da Pantani (con la Mercatone) a Bettini (in Nazionale e nella Quick Step)
Il 25 luglio 2007 risultò positivo per testosterone esogeno, ovvero non prodotto dall'organismo, dopo essere stato sorteggiato per un test antidoping a sorpresa al termine dell'undicesima tappa del Tour de France 2007. A seguito di tale positività, la sua formazione, la francese Cofidis, si ritirò dal Tour de France e sospese l'attività per due settimane. Il 22 novembre successivo venne squalificato per due anni dalla commissione disciplinare della Federciclismo per doping.
Fu maglia rosa al Giro d'Italia 2002 dalla seconda alla quarta tappa.
Con la maglia della nazionale partecipò al campionato del mondo di ciclismo su strada di Hamilton nel 2003, a quello di Verona del 2004 ed ai Giochi olimpici estivi di Atene nel 2004.
Fu campione italiano nel giugno del 2004.

## Palmarès
- 1995 (dilettante)

Gran Premio Ezio del Rosso
Coppa Ciuffenna
- 1996

Coppa Caduti di Reda
- 1997

Gran Premio Nonantola
- 1999

17ª tappa Vuelta a España (Guadalajara)
- 2000

2ª tappa Giro d'Italia (Maddaloni)
- 2001

3ª tappa Vuelta a Castilla y León (Avila)
- 2003

1ª tappa Regio-Tour
Giro del Veneto
- 2004

1ª tappa Route du Sud
Campionati italiani, Prova in linea
- 2005

1ª tappa Tour de l'Ain

### Altri successi
- 2004

Classifica punti Route du Sud

## Piazzamenti

### Grandi Giri
- Giro d'Italia

2000: ritirato (12ª tappa)
2002: 28º
2003: ritirato (12ª tappa)
2004: 25º
2005: 53º
2006: ritirato (7ª tappa)
- Tour de France

2002: 66º
2006: 44º
2007: non partito (17ª tappa)
- Vuelta a España

1998: ritirato (7ª tappa)
1999: 54º
2000: 65º
2001: 68º
2003: 49º
2004: ritirato (18ª tappa)

### Classiche monumento
- Milano-Sanremo

1999: 55º
2001: 125º
2004: 19º
2006: 30º
- Giro delle Fiandre

2004: 33º
2007: 18º
- Liegi-Bastogne-Liegi

2003: 33º
2004: 71º
2007: 41º
- Giro di Lombardia

2003: 48º
2006: 4º

### Competizioni mondiali
- Campionati del mondo

Hamilton 2003 - In linea: ritirato
Verona 2004 - In linea: ritirato
- Giochi olimpici

Atene 2004 - In linea: 46º